# Smal örtblomfluga
Smal örtblomfluga (Cheilosia mutabilis) är en tvåvingeart som först beskrevs av Fallen 1817.  Smal örtblomfluga ingår i släktet örtblomflugor, och familjen blomflugor.
Artens utbredningsområde är Sverige. Arten är reproducerande i Sverige. Inga underarter finns listade i Catalogue of Life.